# Leersumse Veld
Het Leersumse Veld is een natuurgebied in het zuidoosten van de Nederlandse provincie Utrecht. Het gebied tussen Leersum en de A12 bestaat uit bos, heide en een drietal vennen. Het 80 hectare grote gebied is deel van Boswachterij Leersum van Staatsbosbeheer.

## Bos, heide en vennen
Het Leersumse Veld ligt aan de noordkant van Boswachterij Leersum. De natuurlijke laagte werd in de laatste ijstijd gevormd als uitwaaiingslaagte. Het zand stoof weg tot op het niveau van het grondwater. Door ontbossing en overbeweiding werd het Leersumse Veld tot een gebied van stuifzand en heide. Stuifzanden zijn nu nog aanwezig in de vorm van de Ginkelse Duinen, ten zuidoosten van de boswachterij. De heide wordt begraasd door een kudde Piëmontese koeien om vergrassing en dichtgroeien van de heide te voorkomen.
Op natte plaatsen was in de loop van eeuwen veen ontstaan. Rond 1800 werd dit voor turf afgegraven. Hierdoor ontstonden de Leersumse Plassen. De hoger gelegen heidevelden zijn vanaf ongeveer 1900 beplant met grove den, larix en douglasspar. In de tijd dat het gebied particulier bezit was zijn statige eiken-lindelanen aangelegd. Ook rododendronstruiken herinneren aan de tijd dat hier een buitenplaats was. In 1911 werd het 80 hectare grote Leersumse Veld gekocht door M.C. Verloop uit Hilversum. Van de eerste plas liet hij een zwembad maken en er werden ook kanaaltjes gegraven om te kanoën.

## Beheer
Sinds 1970 is het beheer van het gebied gericht op het vergroten van de biodiversiteit. Naaldbomen worden gekapt waardoor een gevarieerd geheel ontstaat met meer verschillende planten en dieren, open hei en zandverstuivingen. De plassen zijn in 1996 en 1997 uitgebaggerd. Sinds 1997 wordt in de meest oostelijke plas grondwater ingelaten, waardoor de zuurgraad van het water daalt. Restauratie van de oevers moet meer bijzondere planten en dieren aantrekken. In het gebied leeft de zeldzame heikikker.

## Recreatie
Staatsbosbeheer heeft in dit gebied een rondwandeling uitgezet die om de Leersumse Plassen en door bos- en heidegebied voert. Bij de plassen is een vogelkijkhut. Een deel van het gebied is gedurende het vogelbroedseizoen - 15 maart tot 1 augustus - gesloten voor alle vormen van recreatie.

### Valwind
Op 18 juni 2021 richtte een valwind stormschade aan in en rond Leersum. Op sommige bospercelen was een groot deel van de bomen omgewaaid. De meeste natuurgebieden rondom Leersum werden tijdelijk afgesloten voor wandelaars. Staatsbosbeheer verwachtte enkele maanden nodig te hebben om de stormschade op te ruimen en de bossen weer open te kunnen stellen voor wandelaars.

## Afbeeldingen

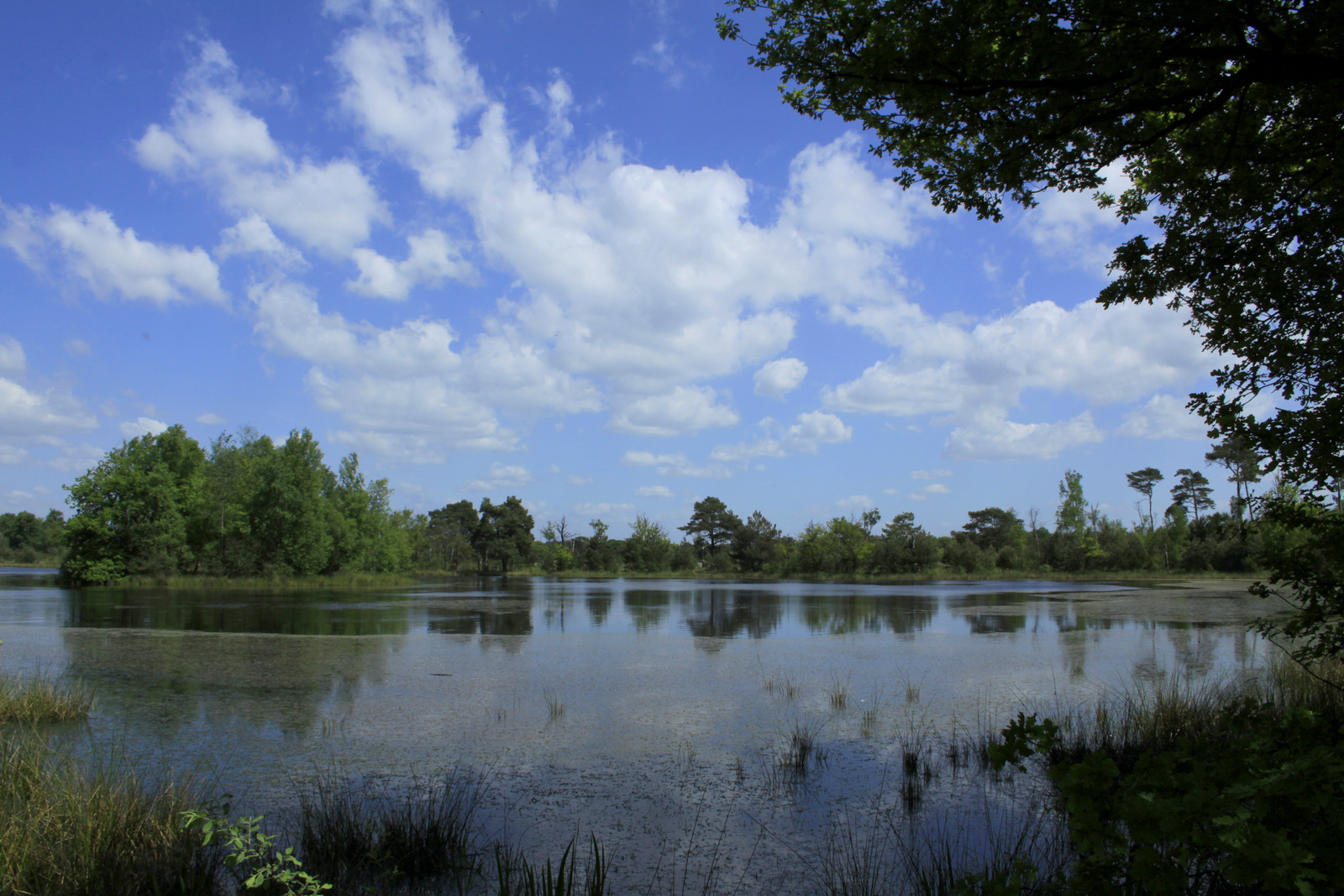
De Leersumse Plassen in 2013
- Film over de lente op het Leersumse Veld in 1957
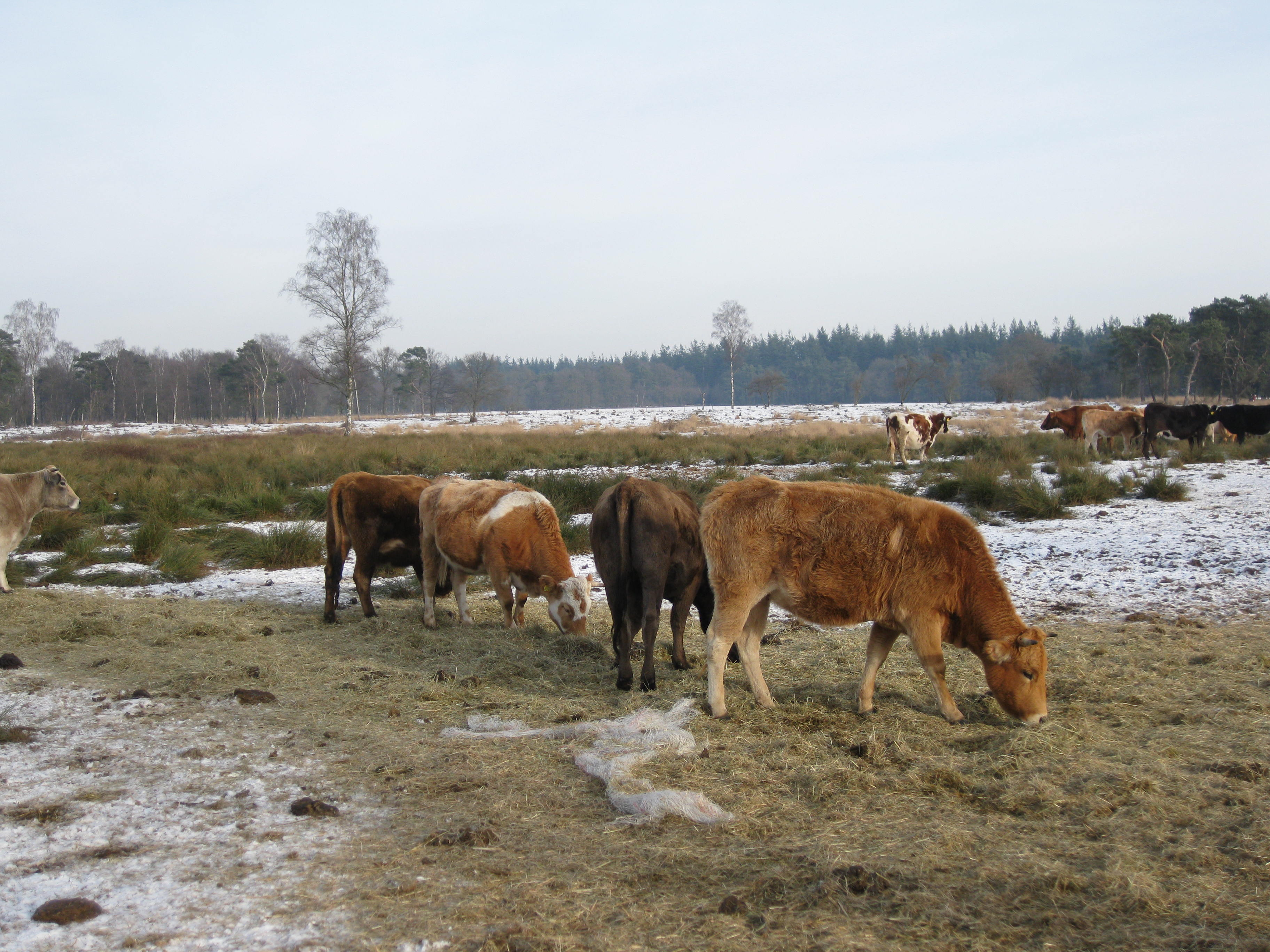
Piëmontese koeien in de winter
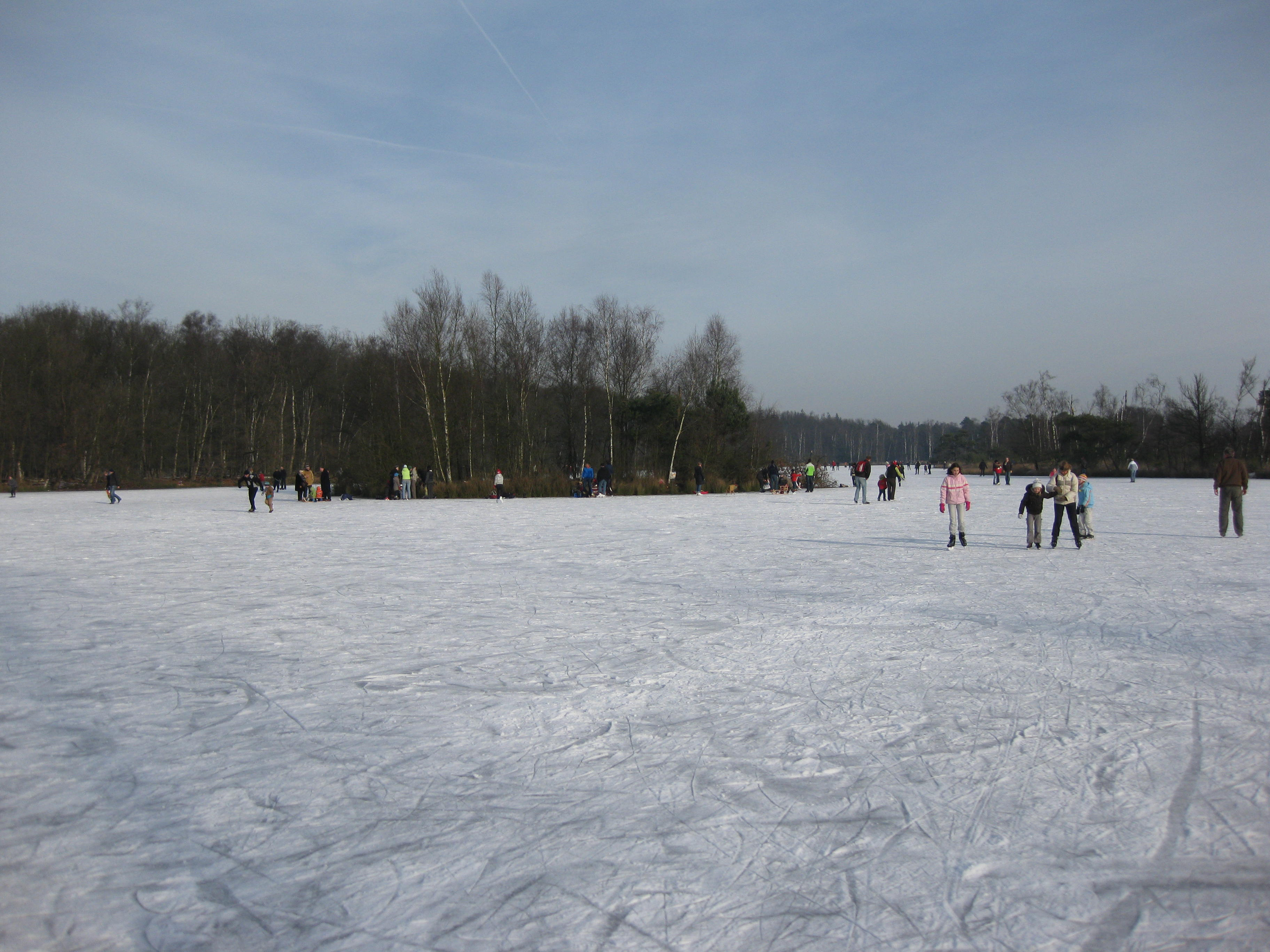
Schaatsen op de Leersumse Plassen
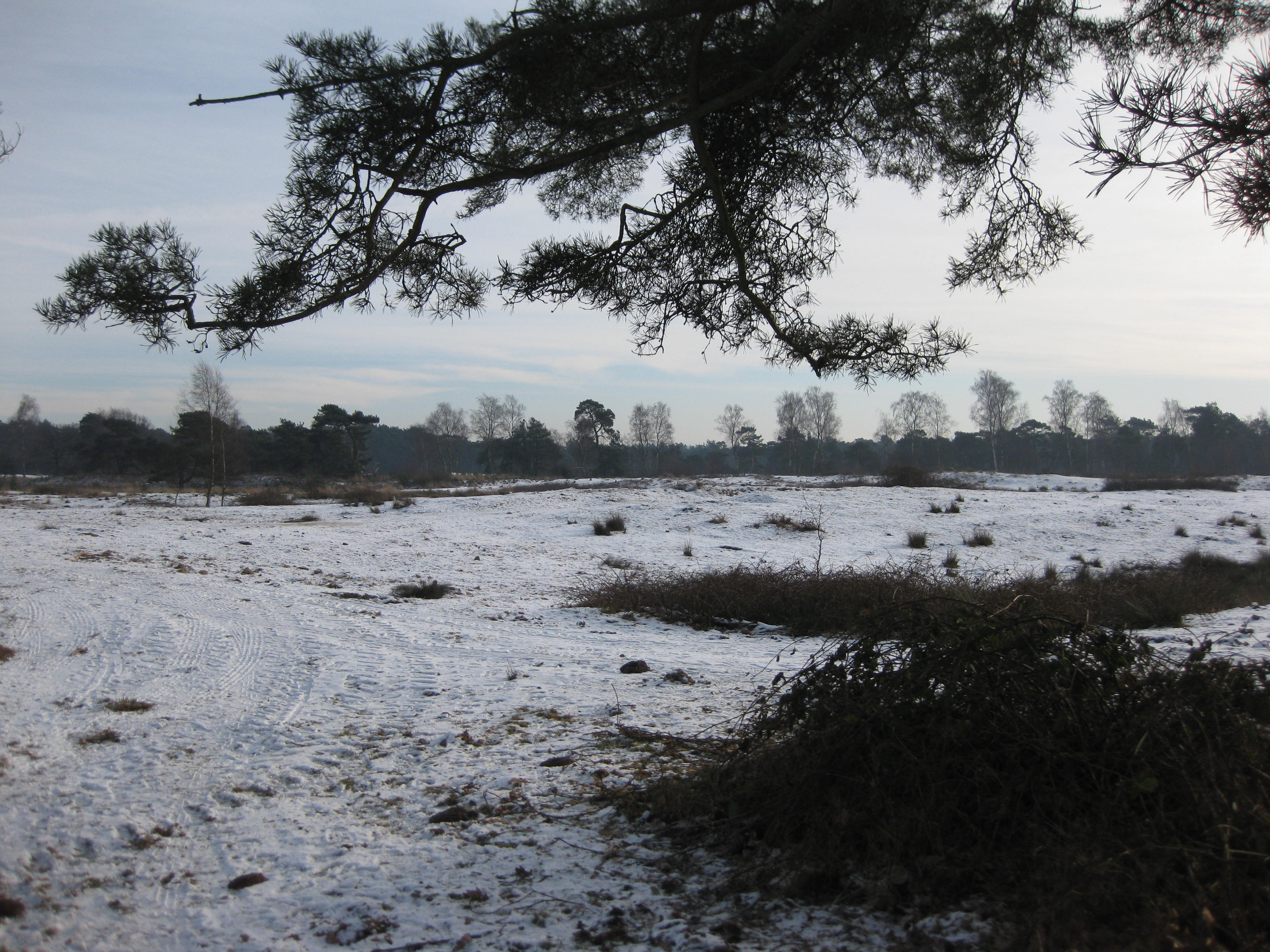
Winter op het Leersumse Veld